# Astomaspis arealis
Astomaspis arealis är en stekelart som först beskrevs av Joseph Augustine Cushman 1922.  Astomaspis arealis ingår i släktet Astomaspis och familjen brokparasitsteklar. Inga underarter finns listade.